# شوهي فوجيساوا
شوهي فوجيساوا (باليابانية: 藤沢周平) (26 ديسمبر 1927، تسوروكا في اليابان - 26 يناير 1997، طوكيو في اليابان)؛ كاتب وروائي ياباني.

## الجوائز
- جائزة أساهي

## روابط خارجية
- شوهي فوجيساوا على موقع IMDb (الإنجليزية)
- شوهي فوجيساوا على موقع قاعدة بيانات الفيلم (الإنجليزية)